# 金字山石牌坊群
29°45′29.7″N 121°41′55.3″E / 29.758250°N 121.698694°E
金字山石牌坊群是中国浙江省宁波市境内的三座石牌坊的统称。牌坊位于鄞州区东钱湖镇境内的下水西村，均为井字形墓道牌坊，墓主未知，推测年代为明代。牌坊群于2010年被评选为宁波市第三次全国文物普查“百大新发现”，2011年列入第六批浙江省文物保护单位，2013年列入第七批全国重点文物保护单位。

## 形制
金字山石牌坊群位于西村里岙金字山，由三座并列的牌坊构成，分布于西南–东北方向，面朝西北，两两间距约为22米。牌坊均为单开间井字形，立柱为素面八棱石柱，上下出跳二坊，出眺有残损，坊靠柱侧装饰有如意纹，依其形制判断为明代牌坊。坊上无文字记载，且墓道已不清，因而墓主人已经无法考证，推测为当地史氏后裔墓道牌坊。
三座牌坊中，位于东北方向的牌坊柱间距2.65米，高4.82米，两个柱头尚存，上刻仰莲、动物、卷草纹饰。位于中间的牌坊柱间距2.77米，残高3.66米，柱头断离，其中一个柱头位于地面。位于西南的牌坊柱间距2.77米，高5.35米，柱础为覆盆式，柱头尚有一个与柱身相连，上刻仰莲、卷草纹饰，另一柱头断离，落于地面。

## 保护
金字山石牌坊群于20世纪末至21世纪初被重新发现，因其与南宋贵族墓葬规制一脉相承而具备研究价值。牌坊群于2011年以“东钱湖墓群”的名义被列入浙江省文物保护单位，2013年被列入第七批全国重点文物保护单位，并入第五批全国重点文物保护单位“东钱湖石刻”。牌坊周边30米被纳入保护范围，周围27.11公顷土地被划为建设控制地带。当地政府对牌坊群实施24小时电子监控以防止盗窃和破坏文物。

## 图片

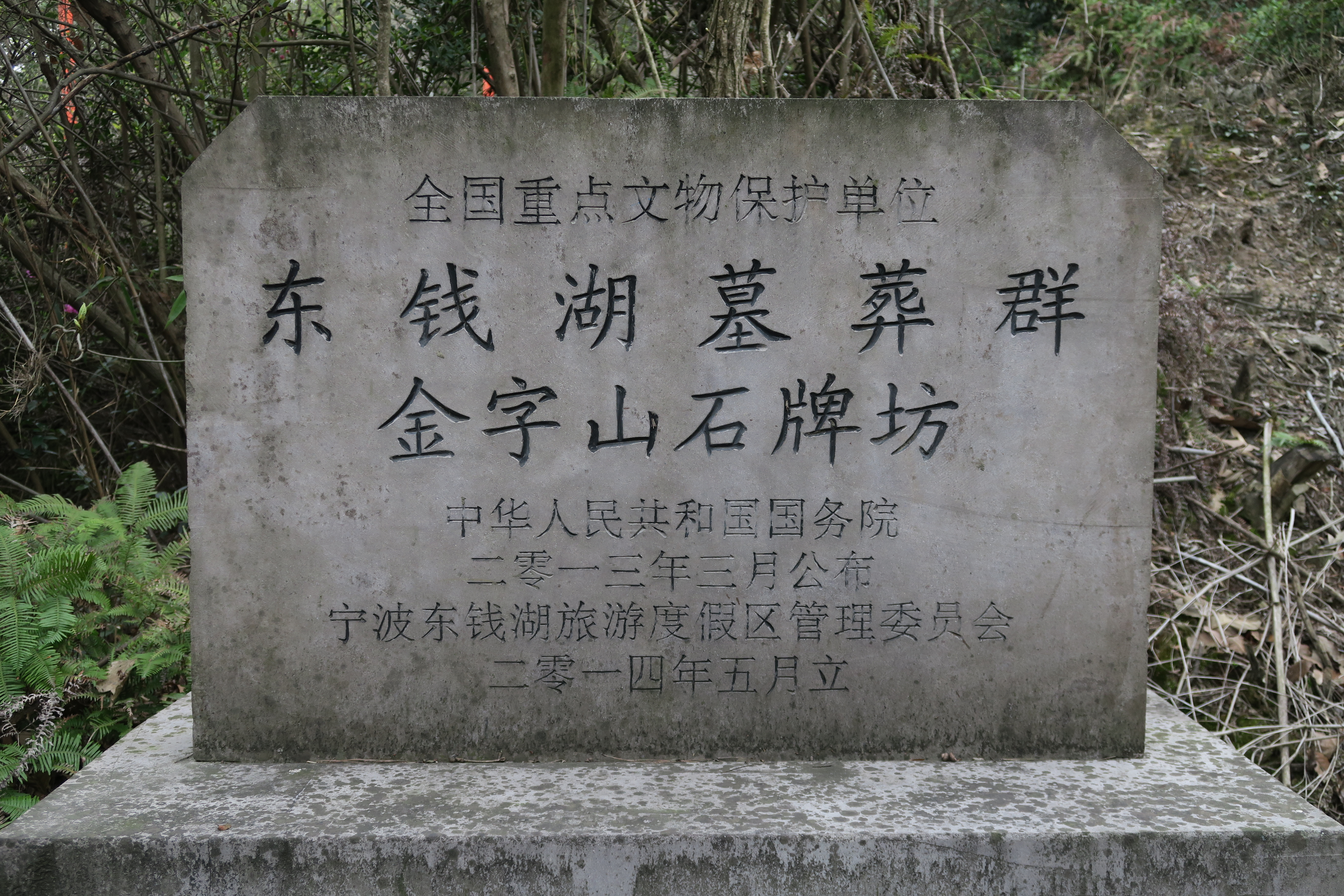
文保碑
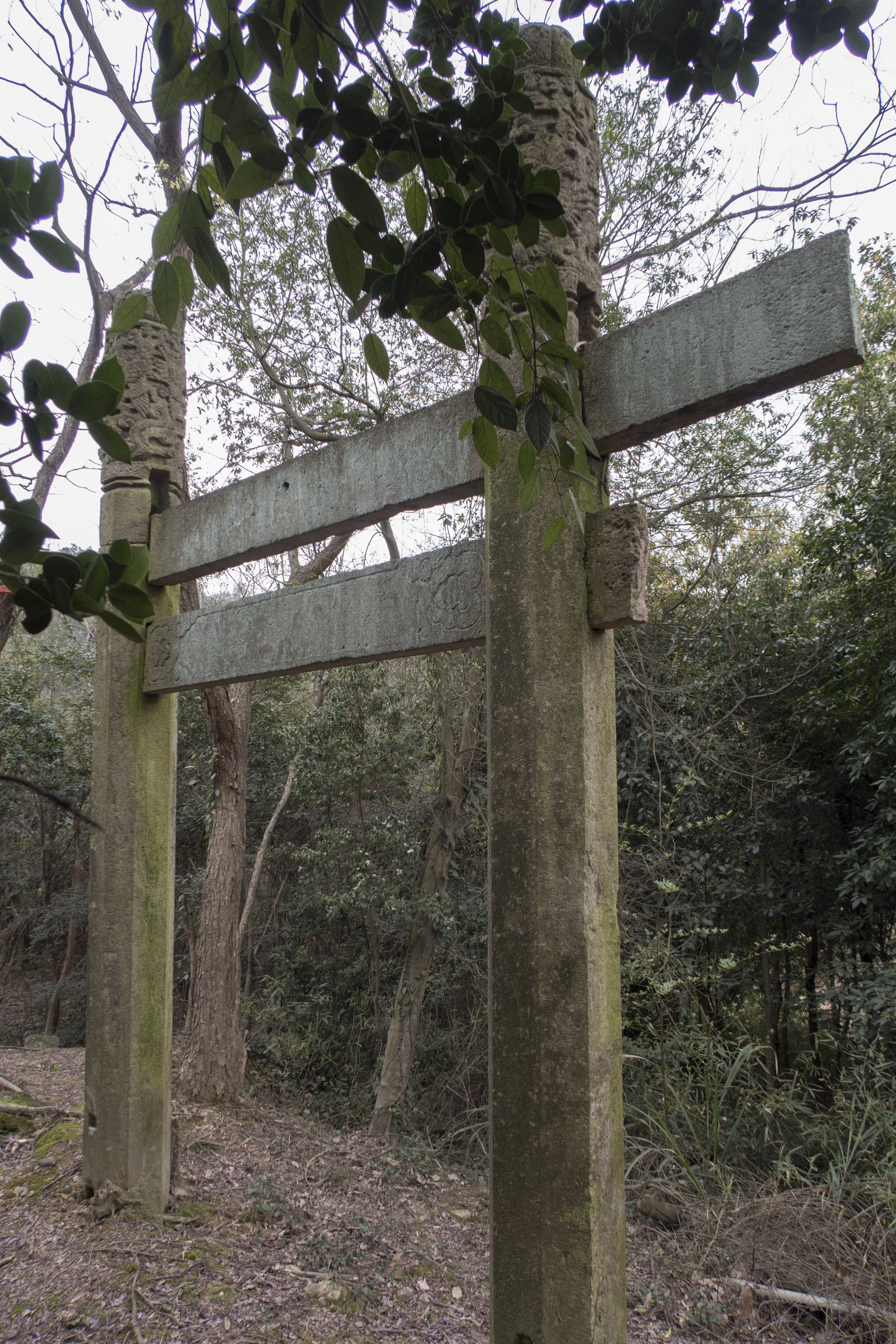
东北牌坊
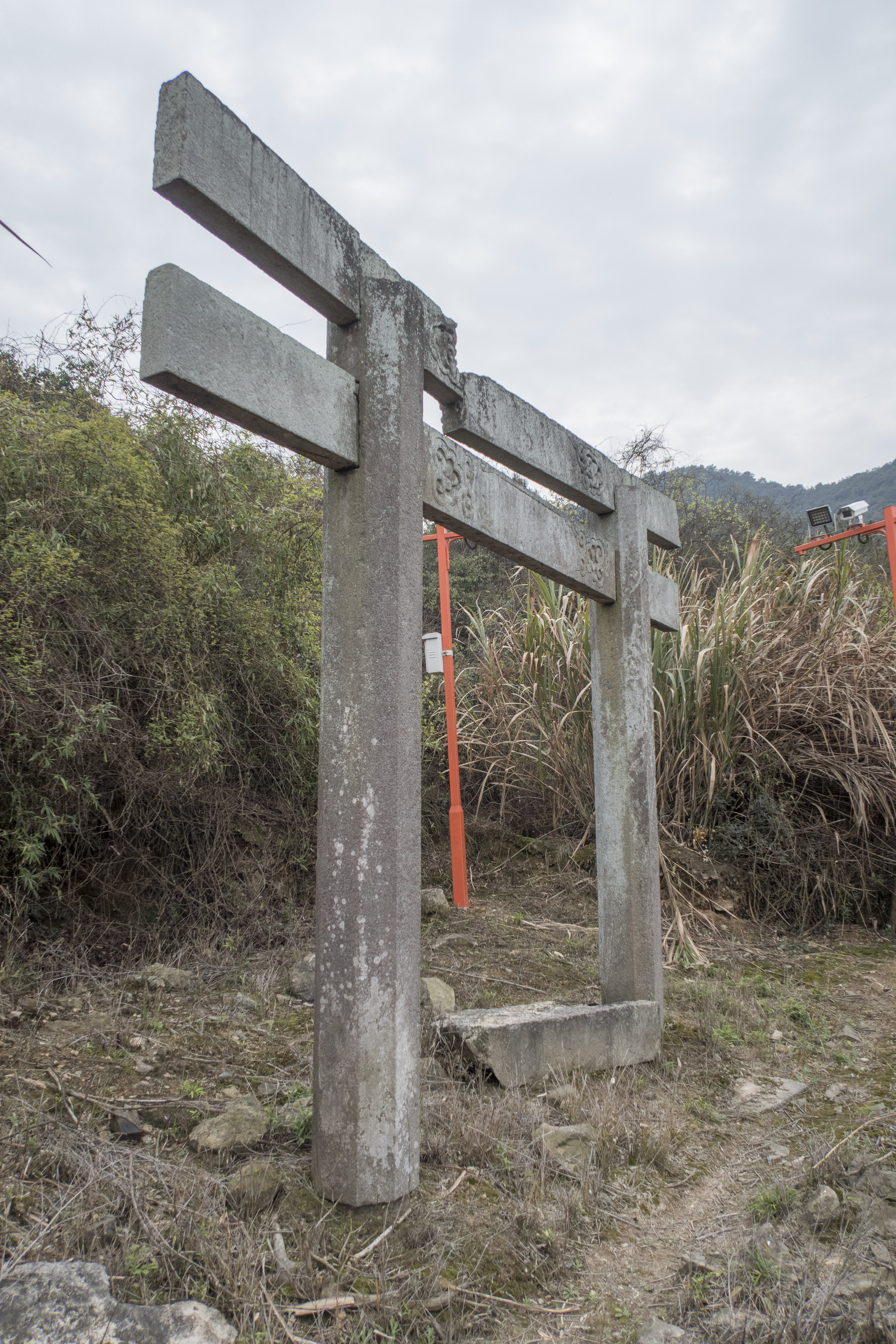
中部牌坊
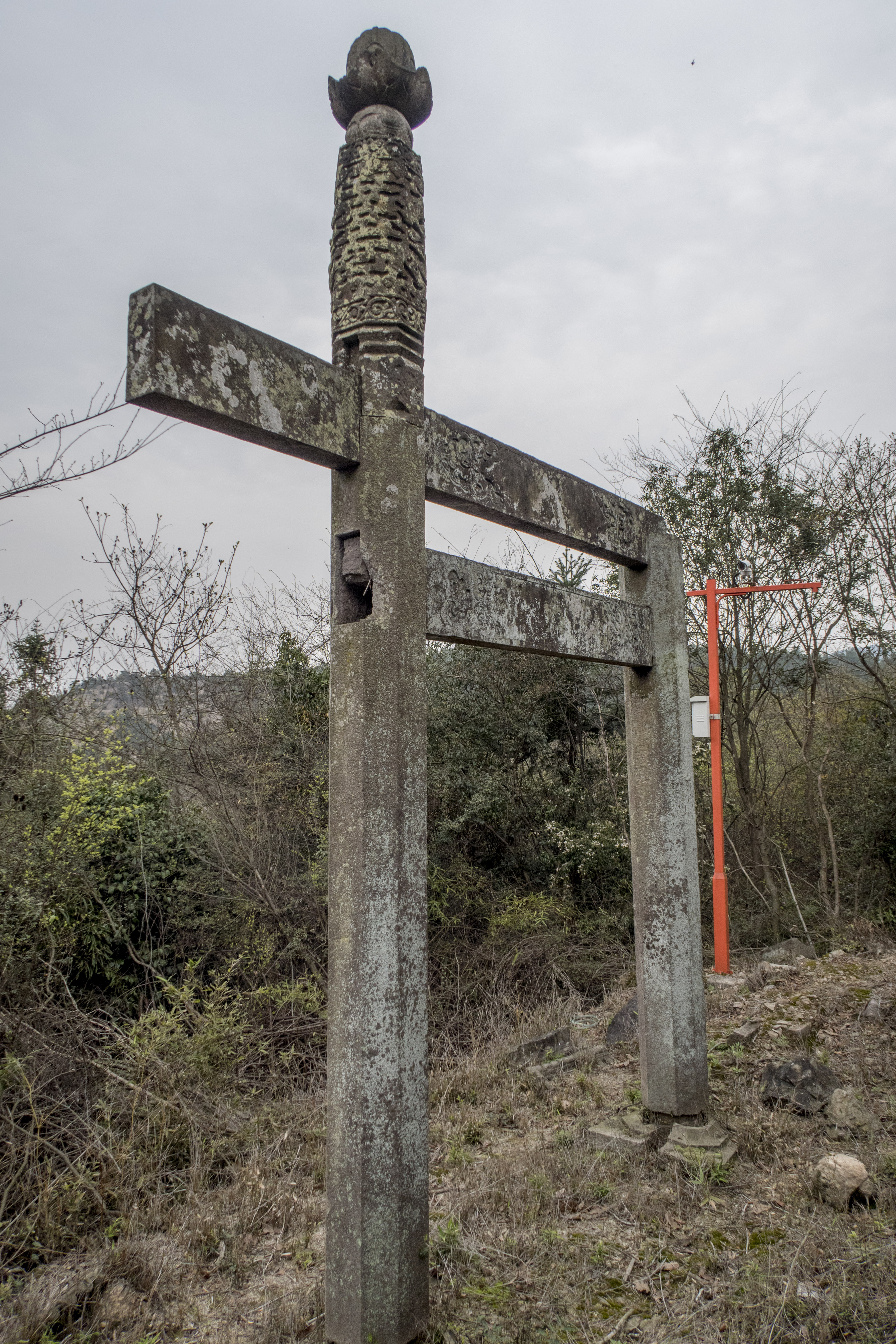
西南牌坊
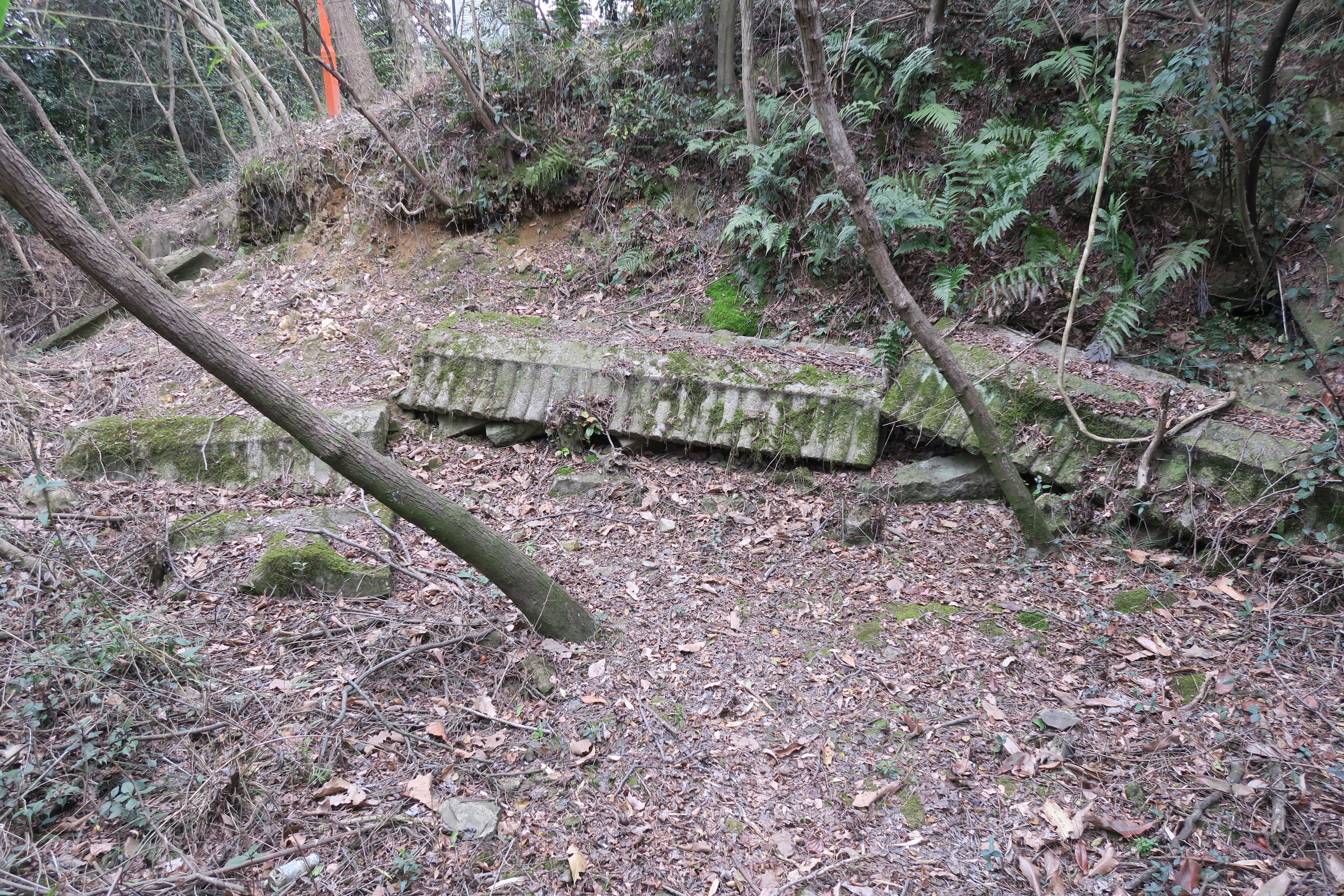
散落的建筑构件